# Bogdan (autofabriek)
Bogdan Corporation (Oekraïens: Корпорація «Богдан», Korporatsiya Bohdan), onderdeel van het concern Ukrprominvest (Oekraïens: Група «Укрпромінвест»), is een Oekraïense onderneming in de auto-industrie die verschillende auto- en autobusfabrieken omvat. 

## Geschiedenis
Bogdan Corporation werd opgericht in 1992 na het uiteenvallen van de Sovjet-Unie, door het samenvoegen van enkele voormalige Sovjet-ondernemingen om grote investeringen te kunnen doen voor projecten met het doel om een sterke productiefaciliteit voor verschillende voertuigtypes in Oekraïne mogelijk te maken. Aanvankelijk was het bedrijf een distributeur van verschillende voertuigen op Russische basis en later van de Koreaanse fabrikant Kia Motors. 
In 1998 werd Bogdan eigenaar van de autoreparatiefabriek Tsjerkasy, gespecialiseerd in de reparatie van Russische PAZ- en GAZel-bussen. In 1999 werd de naam van de fabriek gewijzigd in "Tsjerkasy Autobus" die begon met de eigen productie van bussen onder de merknaam "Bogdan". In hetzelfde jaar ondertekende de onderneming een contact met Hyundai Motor Company voor de distributie van hun voertuigen. 
In 2000 kocht de onderneming het failliete LoeAZ, gevestigd in Loetsk (Oblast Wolynië), en in die tijd begon ook de eigen productie van auto's gebaseerd op Russische AvtoVAZ-modellen. In 2003 begon de export van autobussen. In 2004 sloot de onderneming een overeenkomst met Isuzu voor het gebruik van de merknaam Isuzu voor de door de onderneming geëxporteerde bussen.
In 2013 kreeg Bogdan, in een joint venture met de Poolse fabrikant Ursus, een order voor de levering van 38 trolleybussen voor het trolleybussysteem van de Poolse stad Lublin. De carrosserieën op chassis werden door Bogdan gefabriceerd en daarna vervoerd naar de Ursus-locatie in Lublin, waar de assen, elektische uitrusting, zittingen en andere uitrusting gemonteerd werden. De eerste van de 38 Bogdan/Urbus-trolleybussen, officieel aangeduid als Ursus-model T70116, werd medio 2013 afgeleverd.
In 2014 ontwikkelde de onderneming het multifunctionele "Bars" (Oekraïens voor luipaard) pantservoertuig voor gebruik door de Nationale Garde van Oekraïne.

## Beschrijving
De productiefaciliteiten van Bogdan Corporation maken het mogelijk om jaarlijks 120.000 tot 150.000 auto's, maximaal 9.000 bussen en trolleybussen van alle types en circa 15.000 vrachtwagens en speciale voertuigen te produceren. De fabrieken bevinden zich in Loetsk, Tsjerkasy en de Krim.
Bogdan Corporation werd bestuurd door de politicus Petro Poroshenko, die zijn aandeel in 2009 verkocht na de terugval van de productie in verband met de kredietcrisis.

## Producten

### Auto's en vrachtauto's

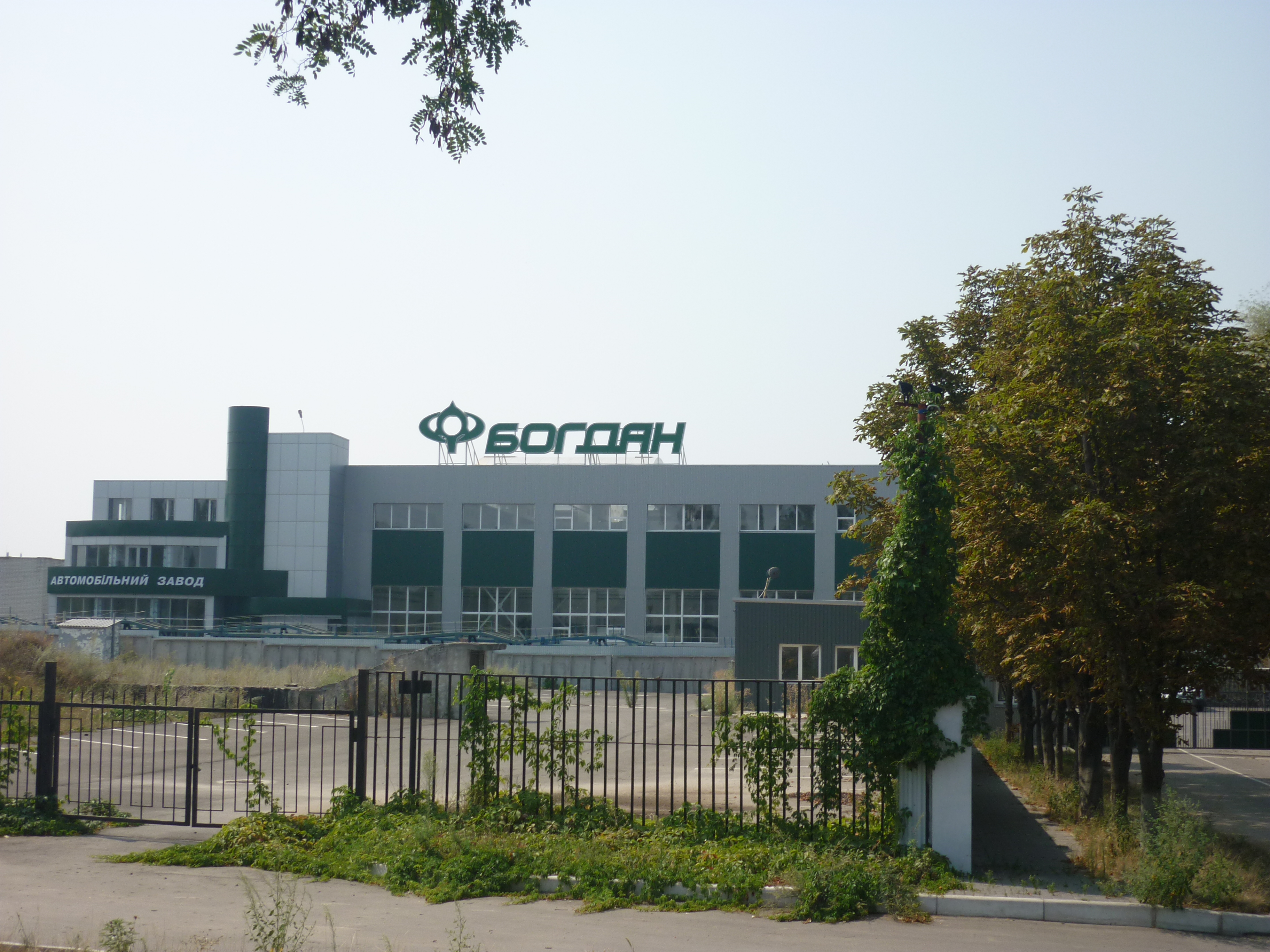
"Bogdan"-autofabriek in Tsjerkasy

Auto's en vrachtauto's worden geproduceerd of geassembleerd in Tsjerkasy. De fabriek in Tsjerkasy is de meest moderne productiefaciliteit voor auto's in Oekraïne, de productie van auto's begon in 2000. De fabriek heeft een productiecapaciteit van 120.000 - 150.000 auto's per jaar, geproduceerd/geassembleerd worden de Bogdan 2110, Bogdan 2111, Bogdan 2310 (pick-up), Hyundai Accent, Hyundai Tucson, Hyundai Elantra XD en JAC J5.

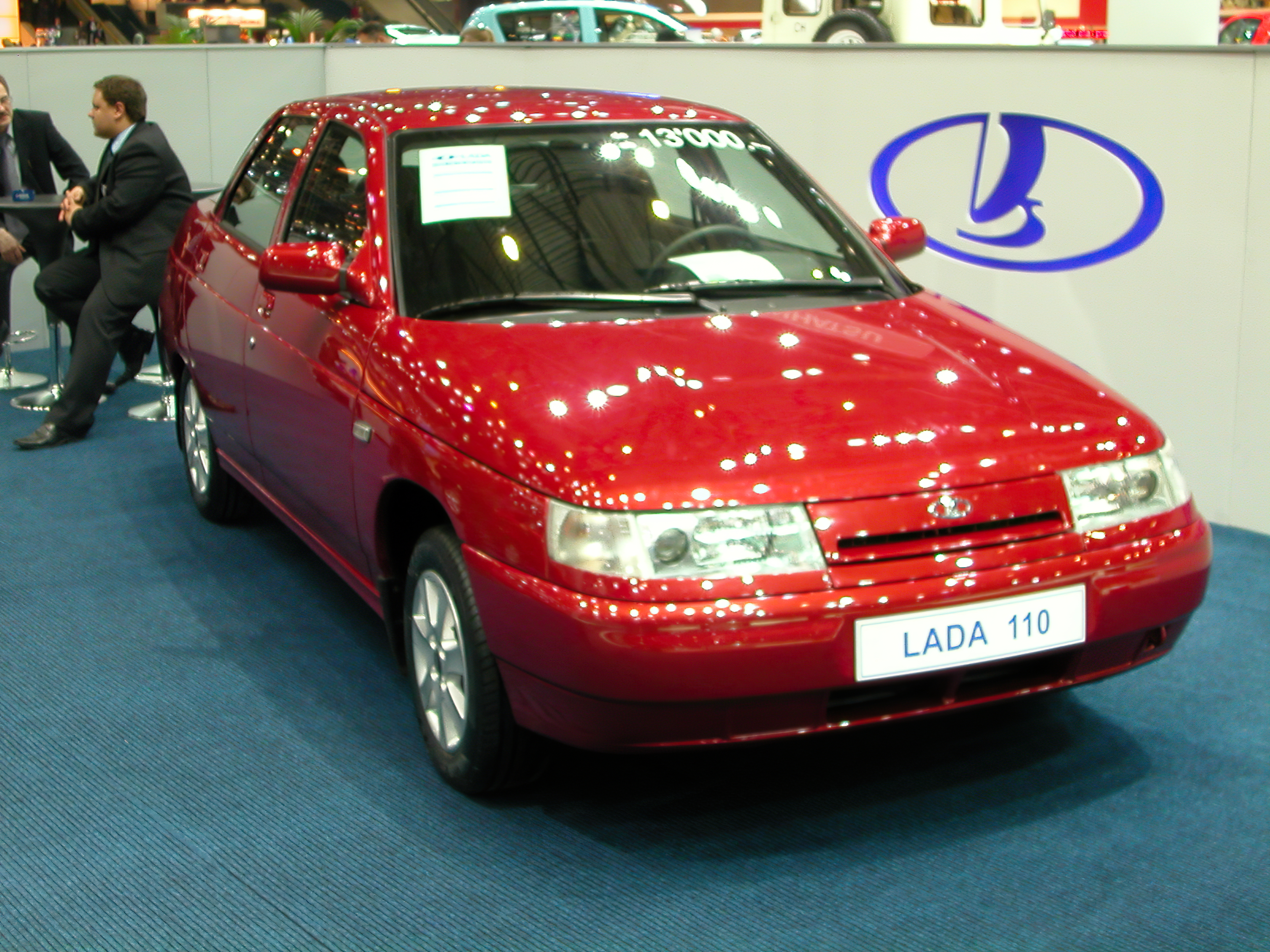
Bogdan 2110
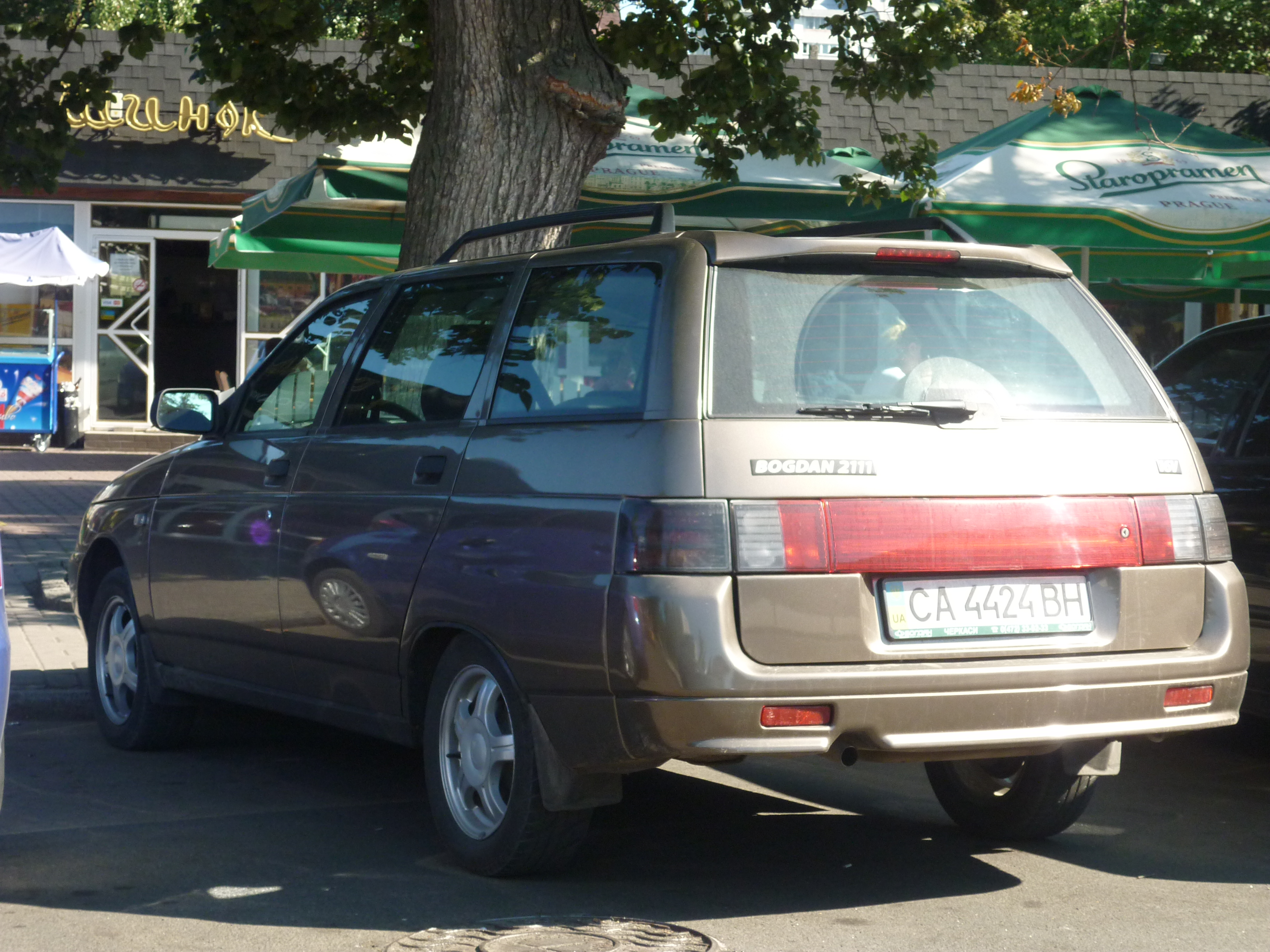
Bogdan 2111
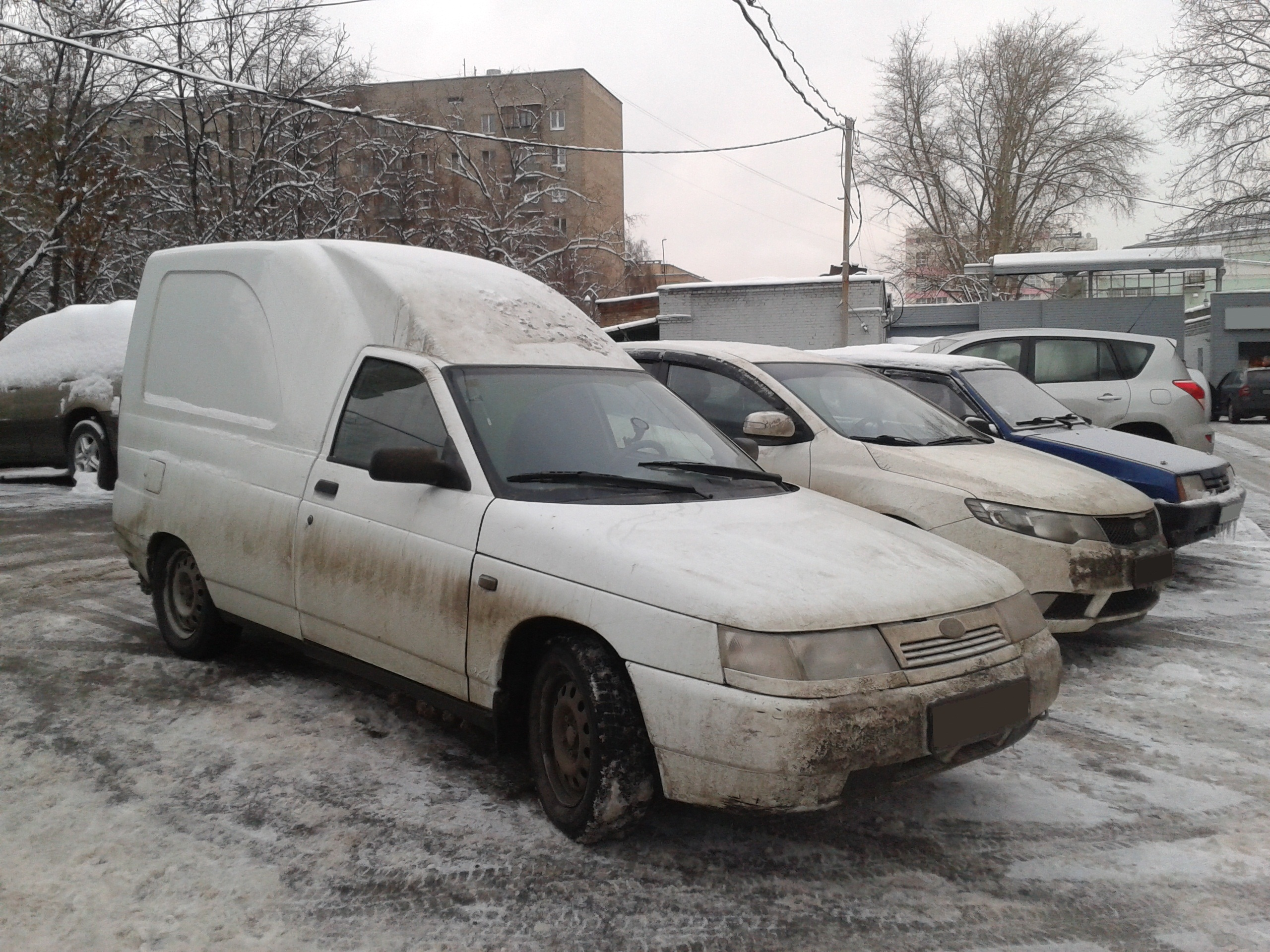
Bogdan 2310
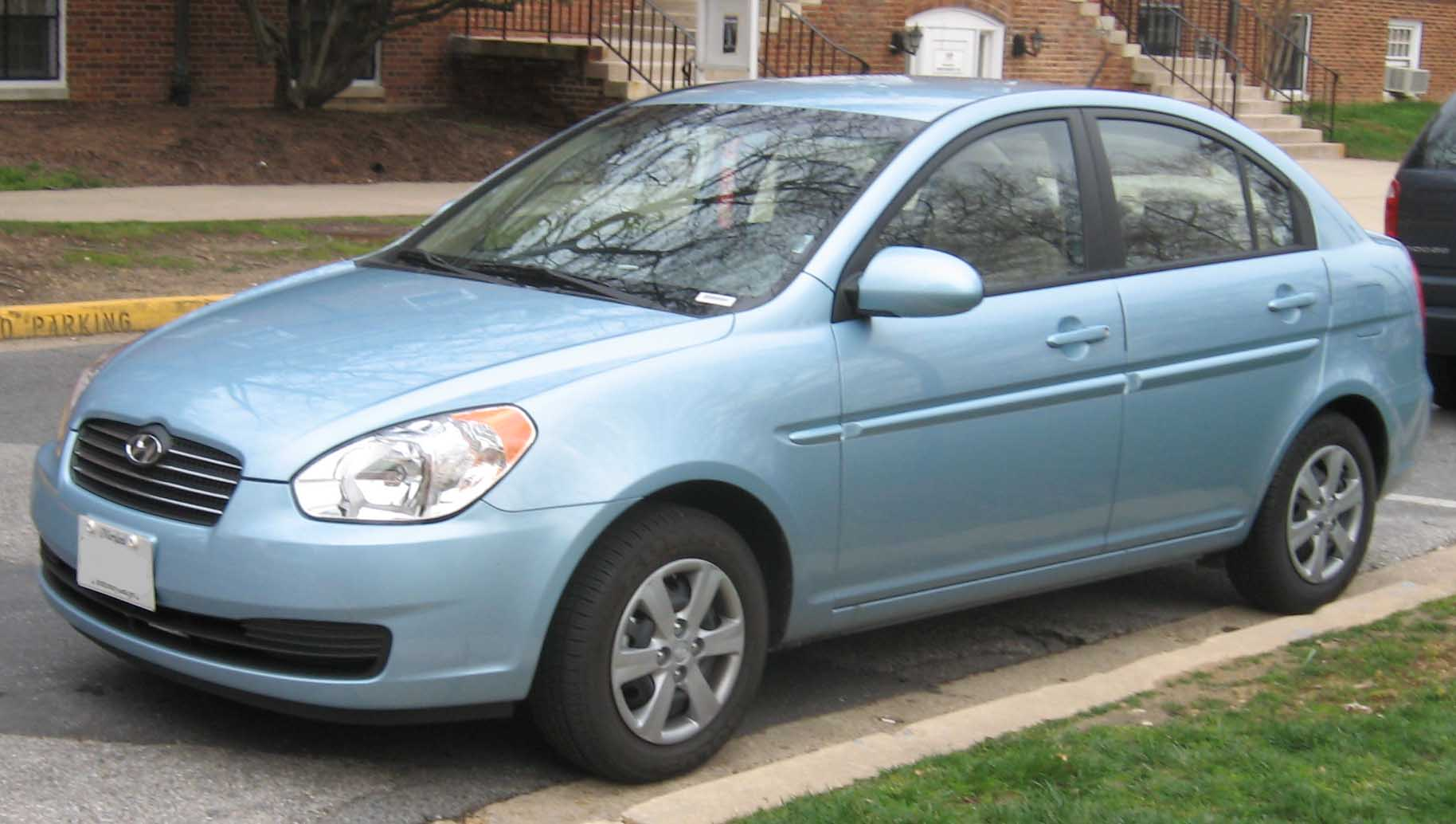
Hyundai Accent
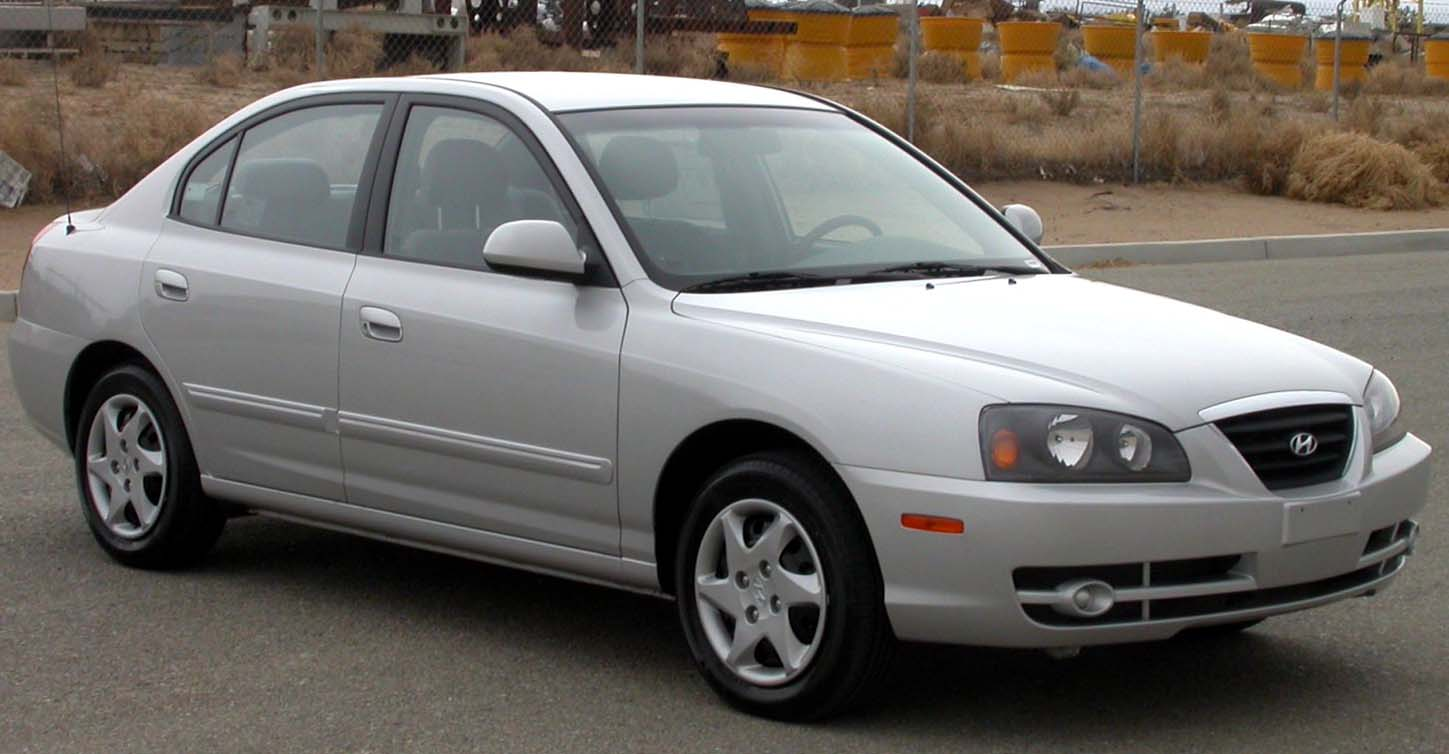
Hyundai Elantra XD
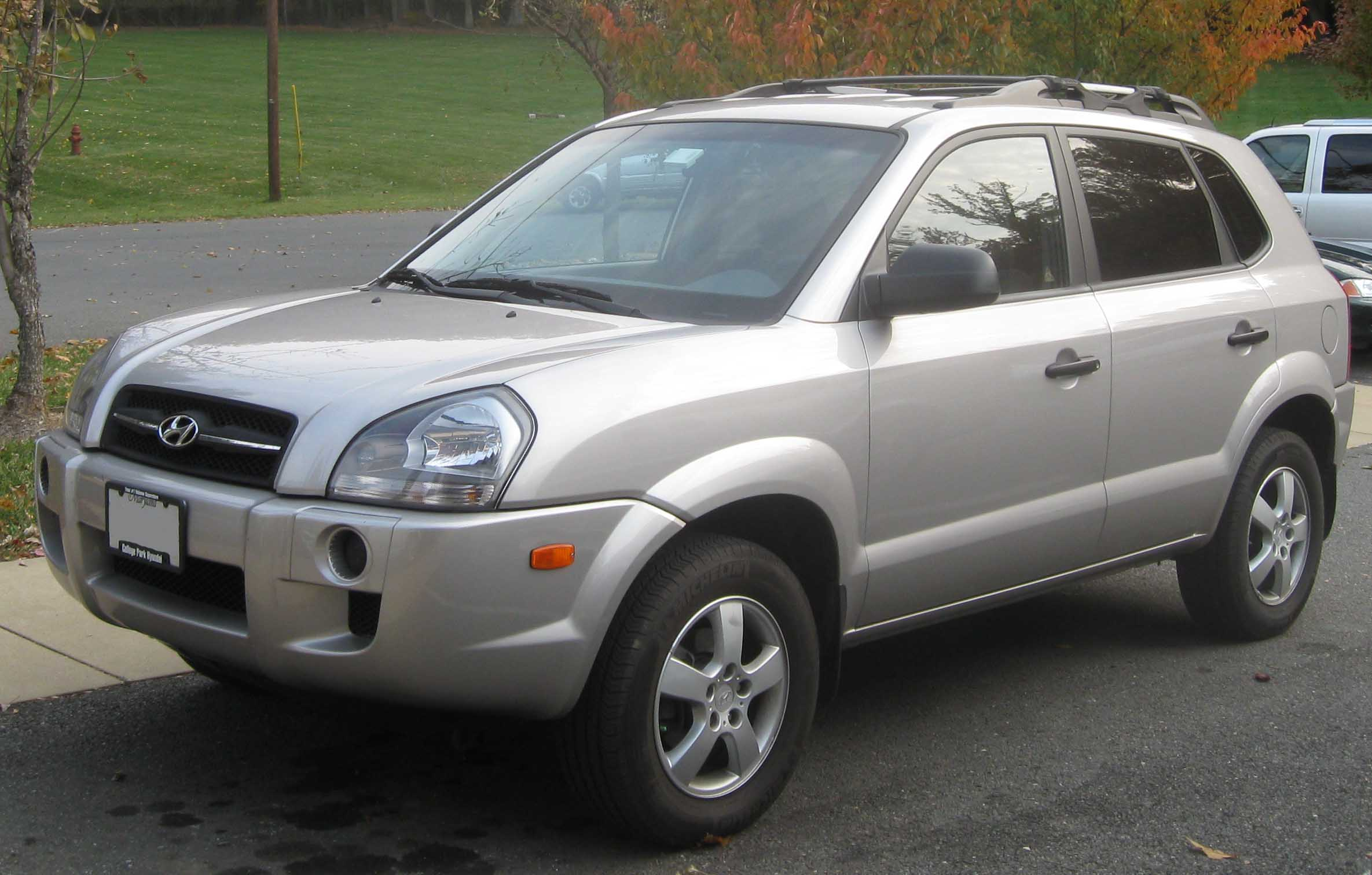
Hyundai Tucson
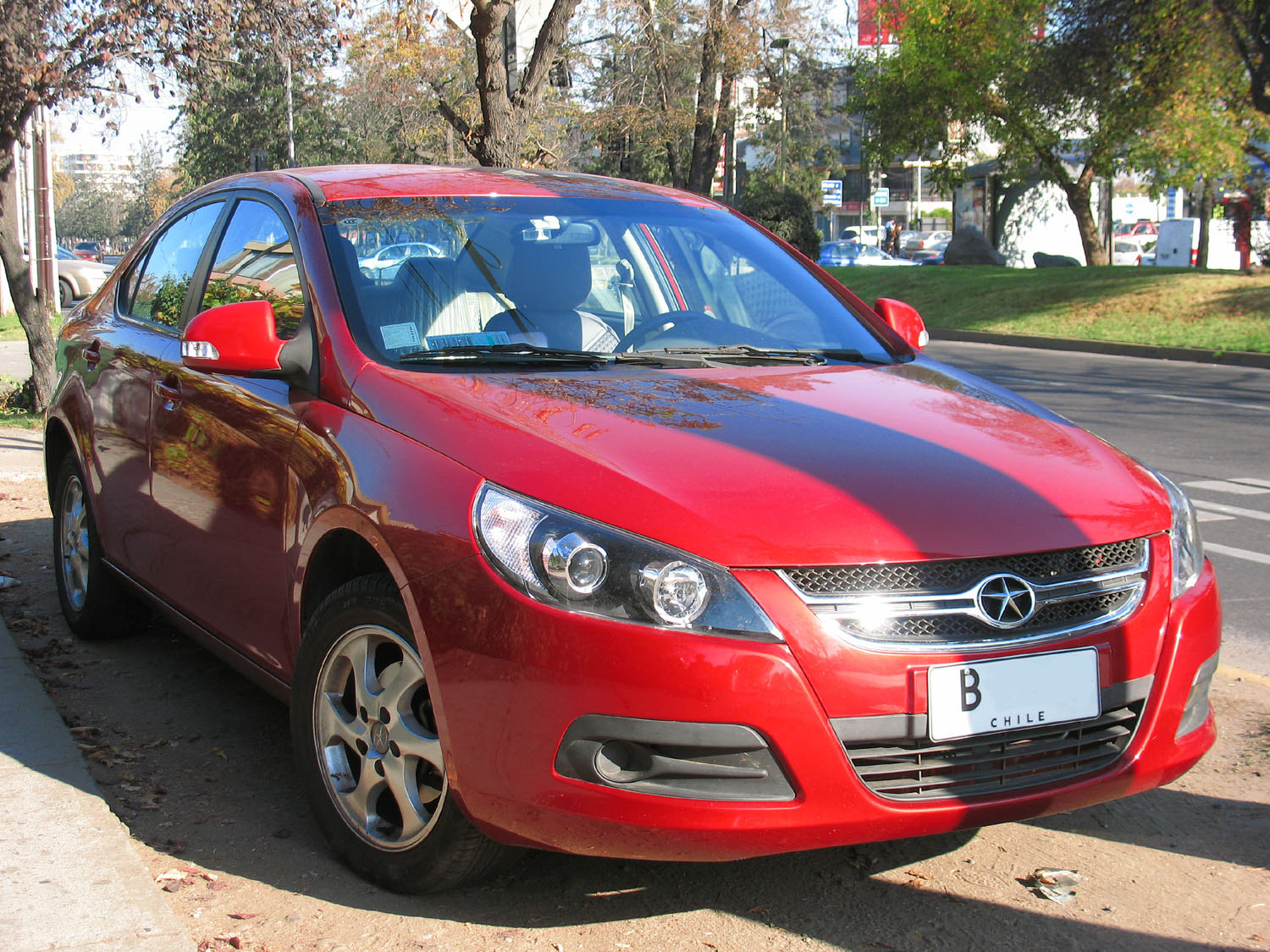
JAC J5
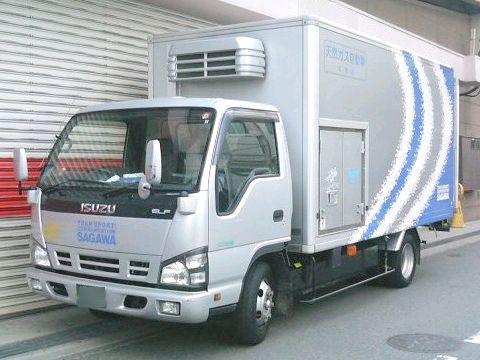
ISUZU N-serie

### Bussen en trolleybussen

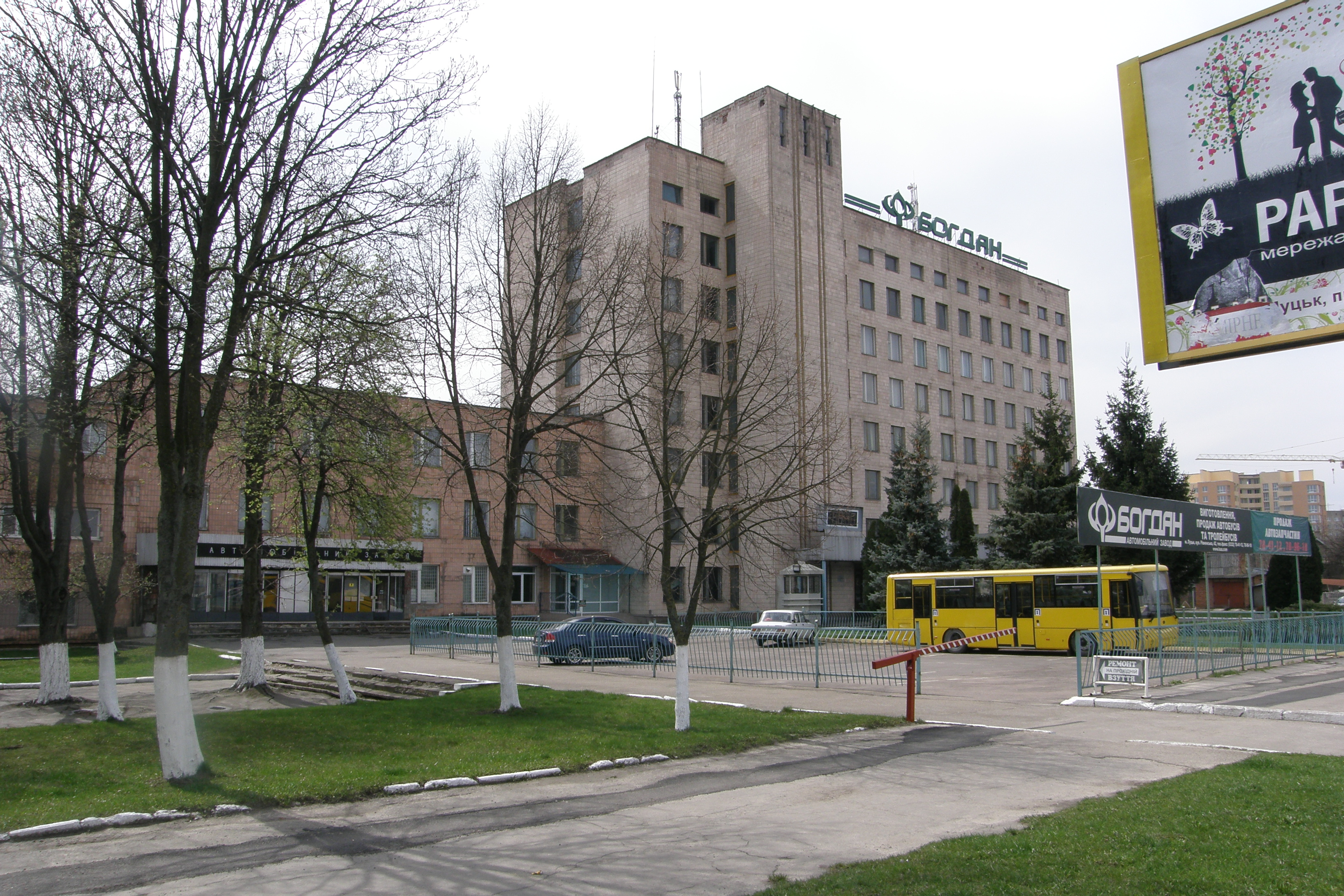
Autofabriek №1 "Bogdan Motors" (voorheen LoeAZ) in Loetsk

Bussen worden voornamelijk geproduceerd in Tsjerkasy terwijl trolleybussen worden gemaakt in Loetsk. De "Bogdan" is de meest gebruikte kleine bus voor stadsvervoer in de meeste Oekraïense steden.
De fabriek in Tsjerkasy heeft een productiecapaciteit van maximaal 3.000 bussen per jaar naast de productie van auto's en vrachtauto's. De fabriek in Loetsk, voorheen LoeAZ, produceert tegenwoordig bussen en trolleybussen met de merknaam Bogdan en heeft een maximale capaciteit van 8.000 stuks per jaar.

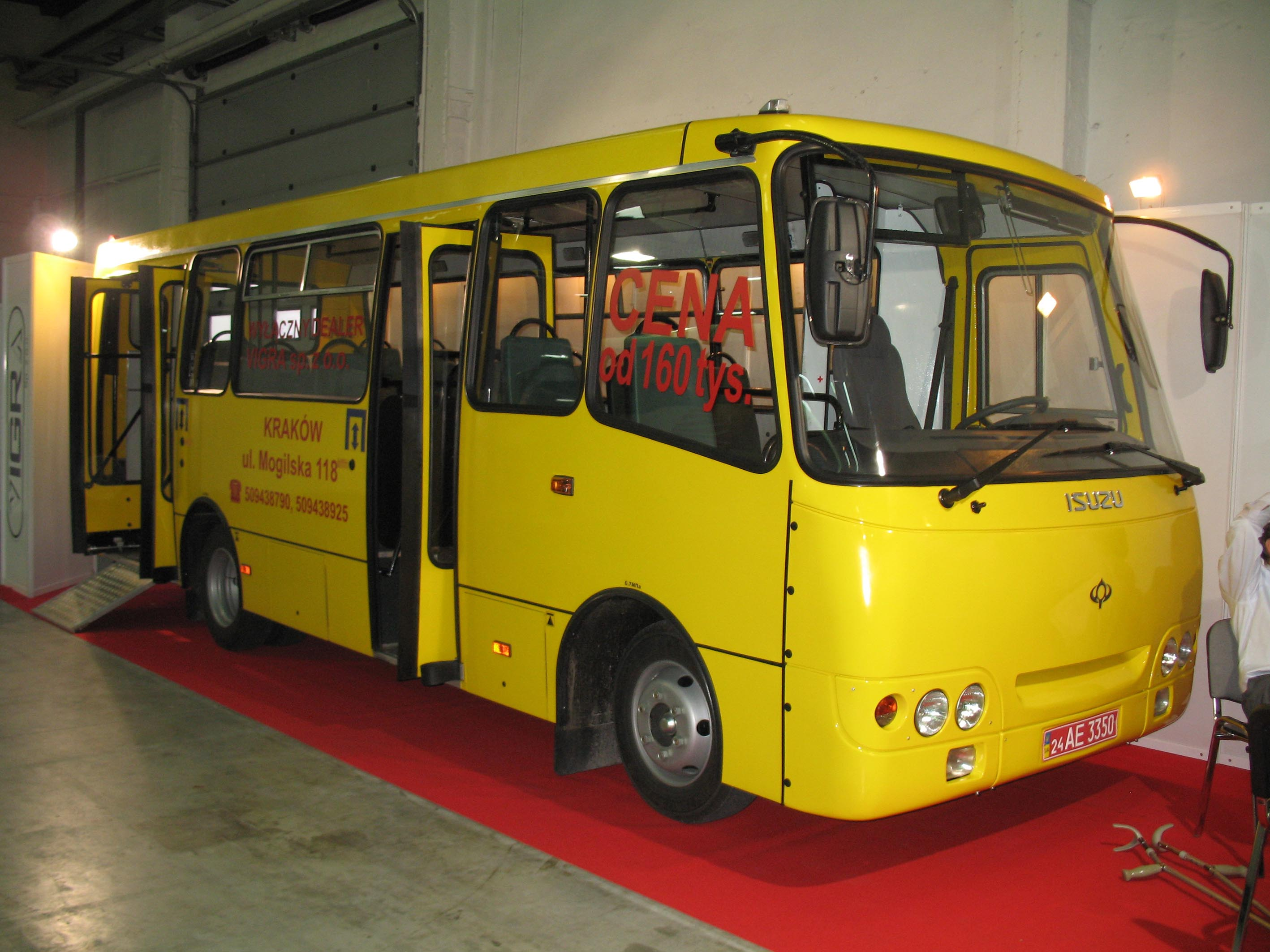
Bogdan A092 bus
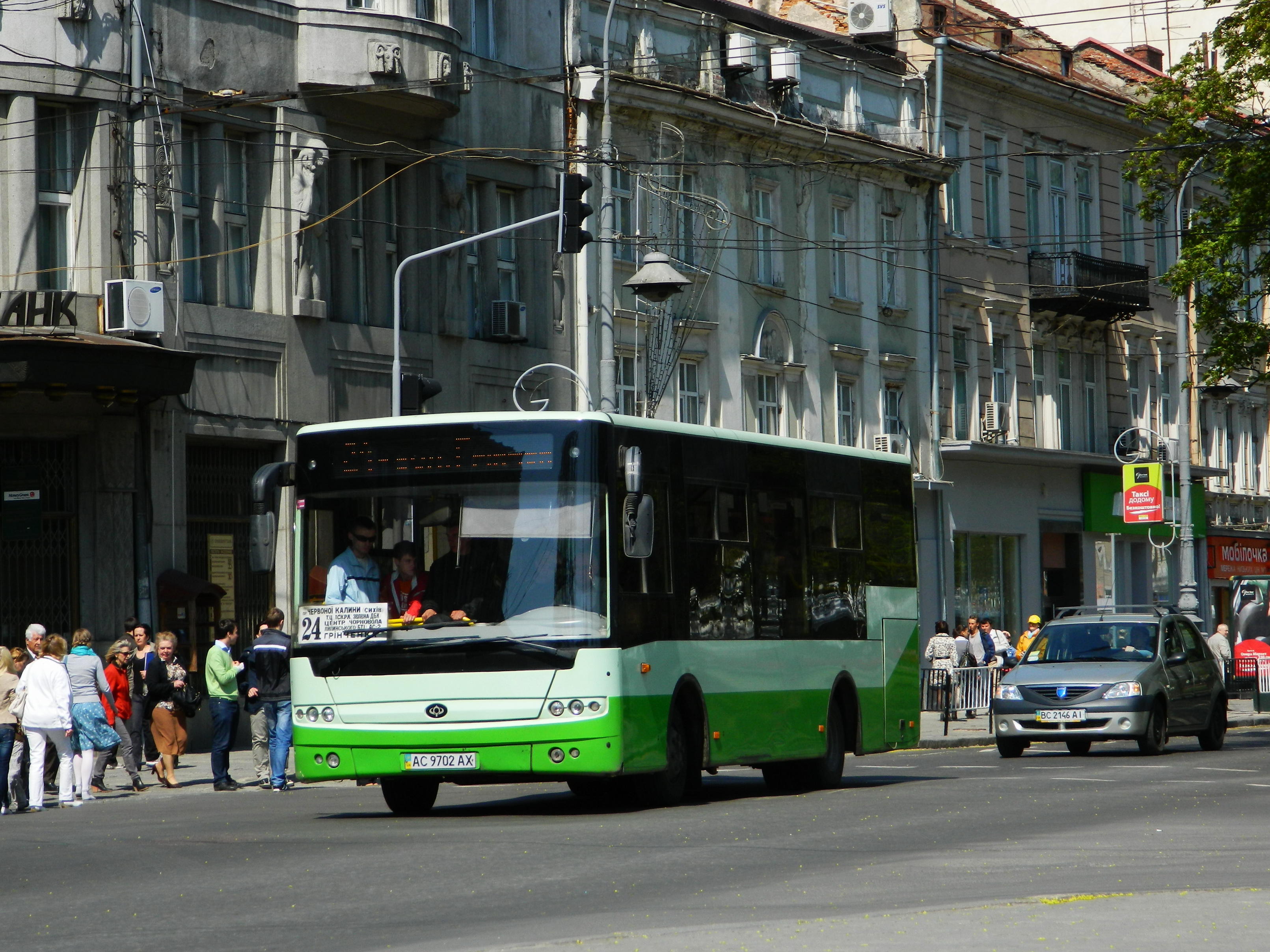
Bogdan A092.80 bus
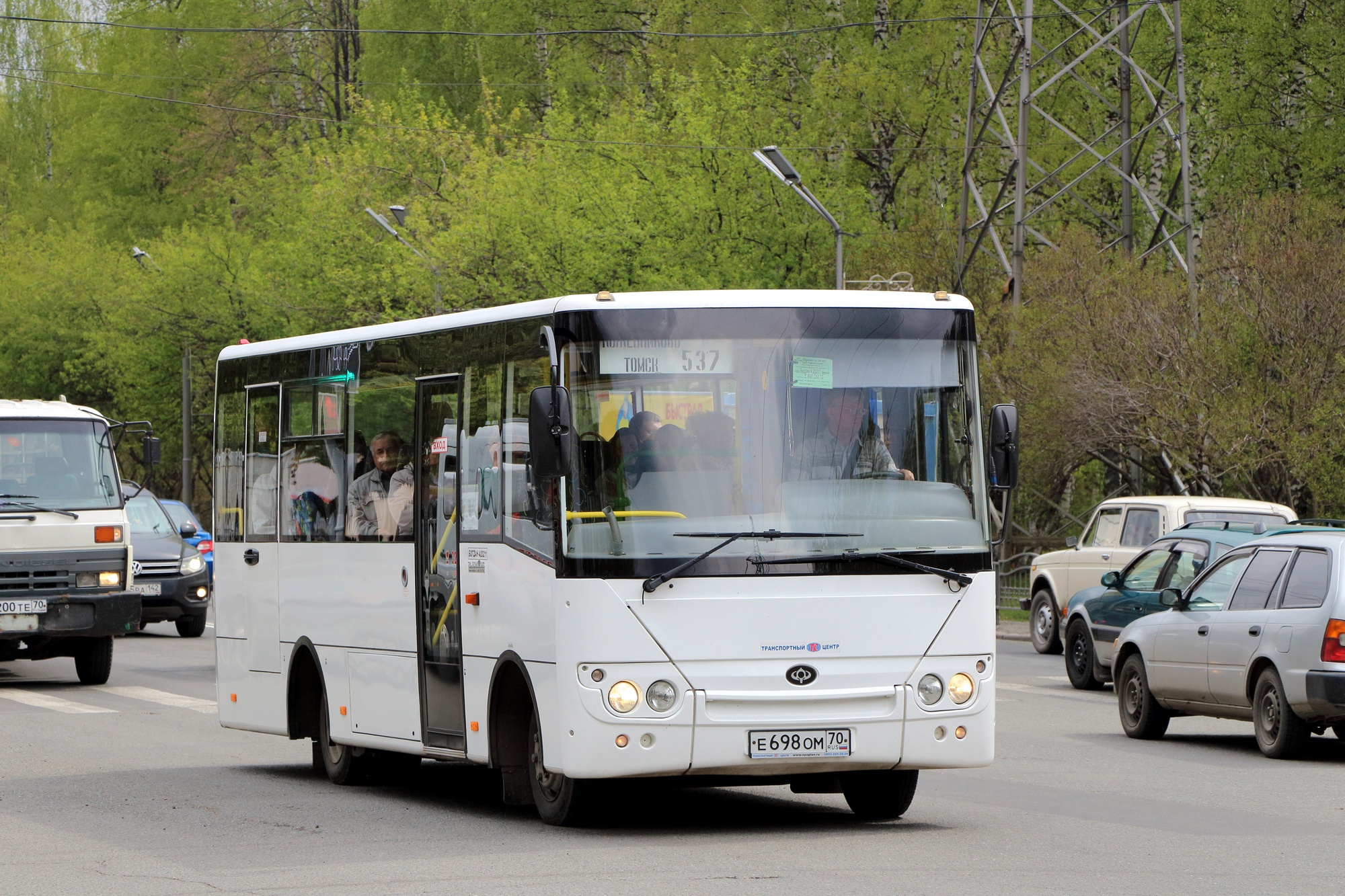
Bogdan A202 bus
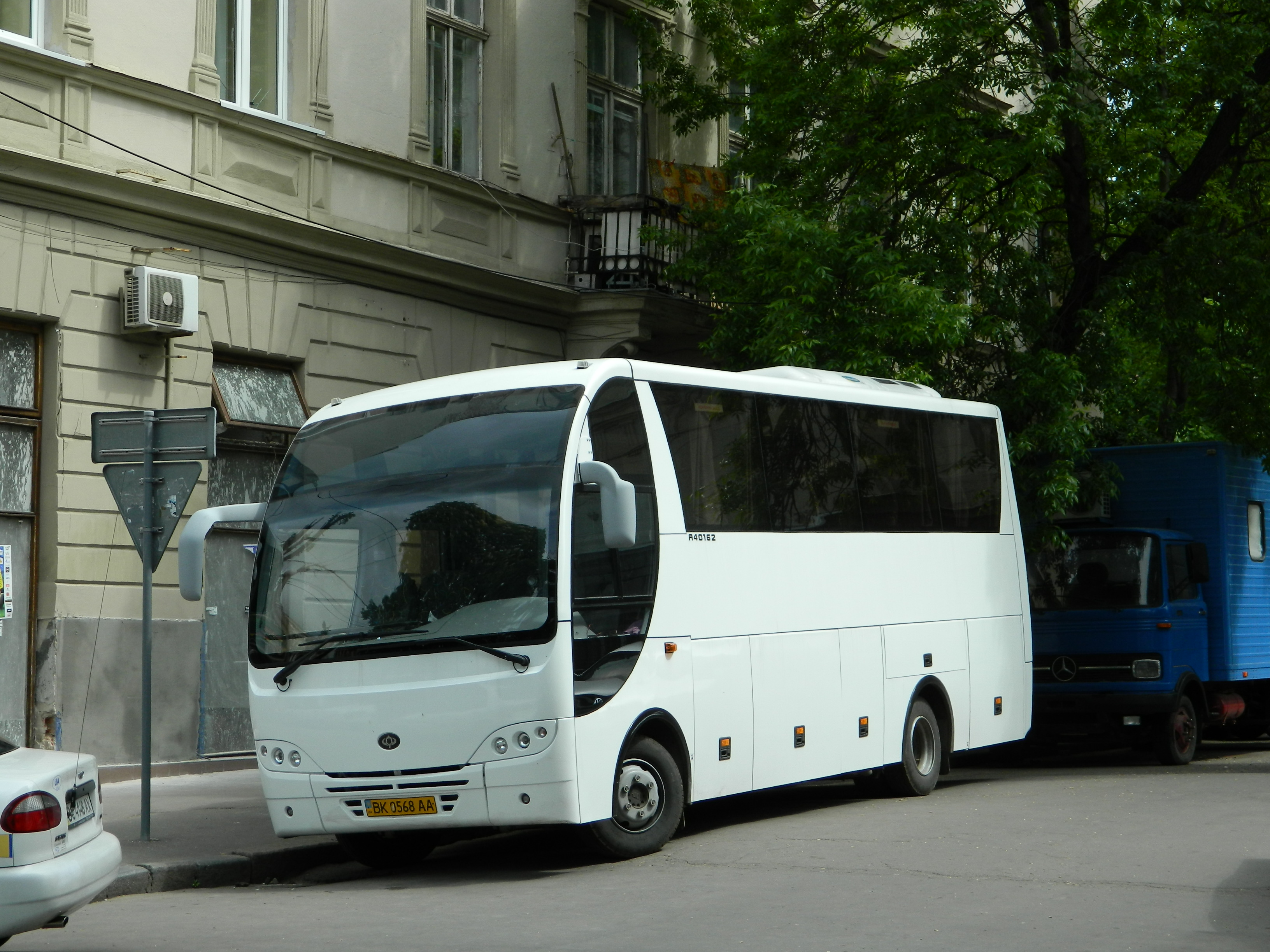
Bogdan A401.62 bus
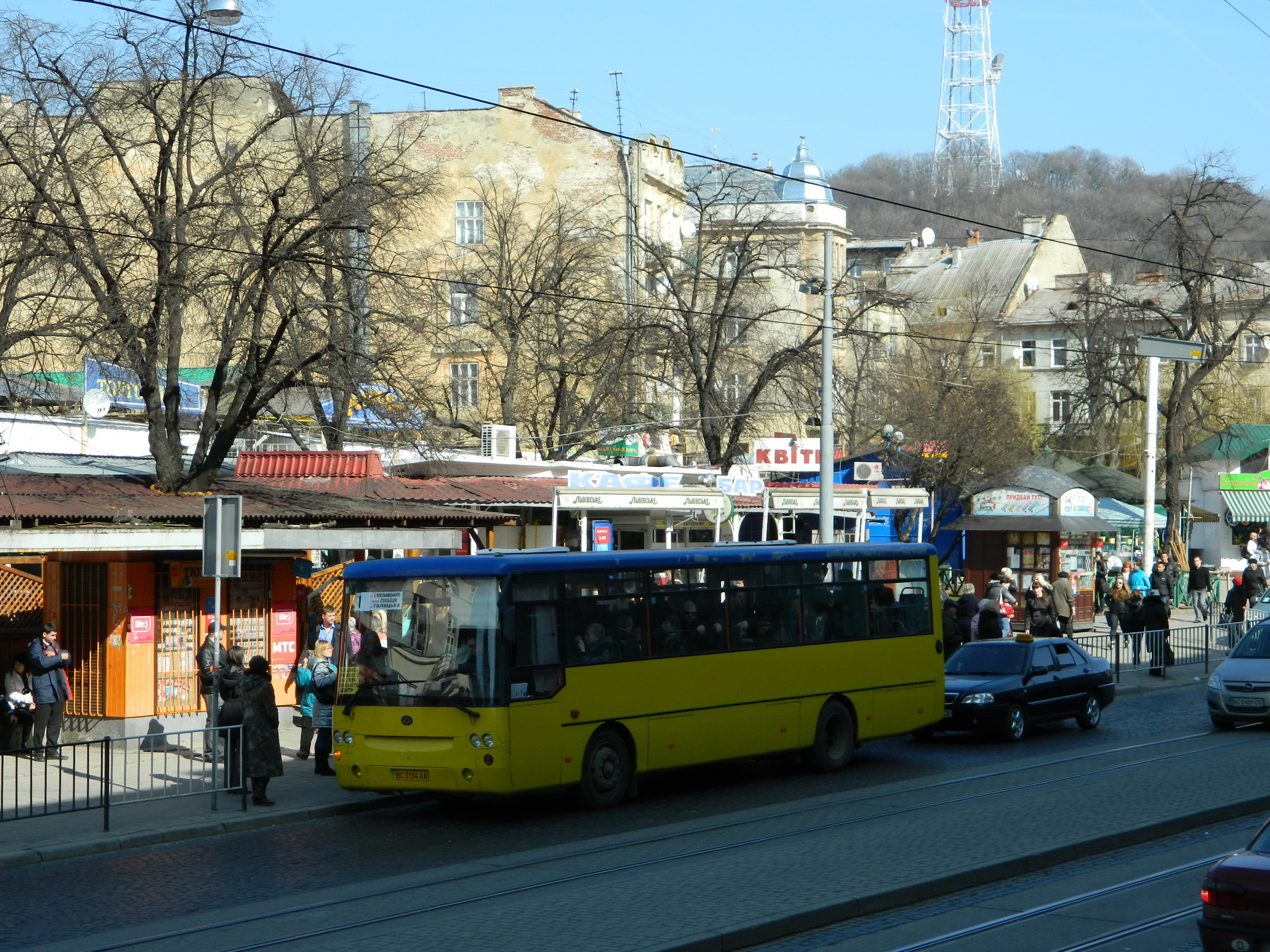
Bogdan A144 bus
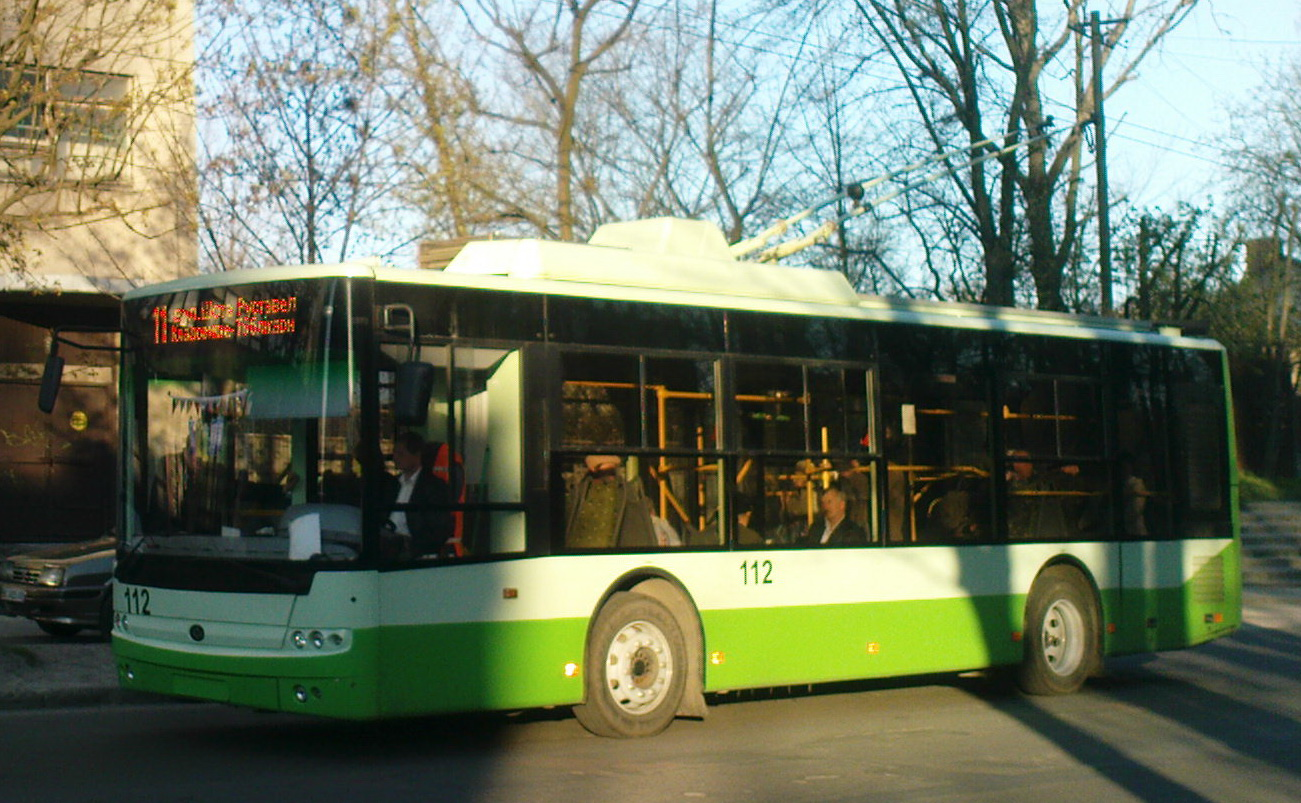
Bogdan T601 trolleybus
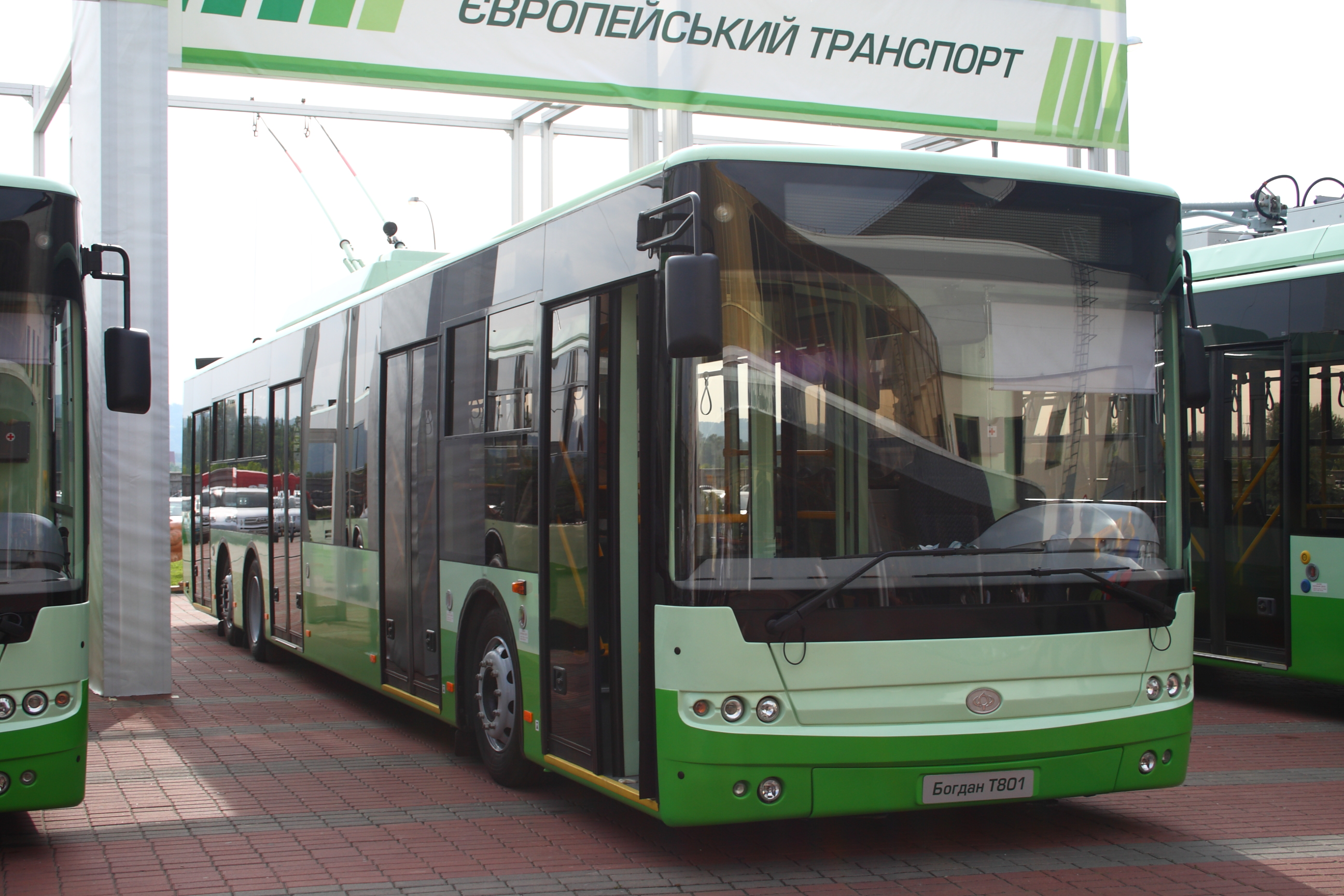
Bogdan T801 trolleybus
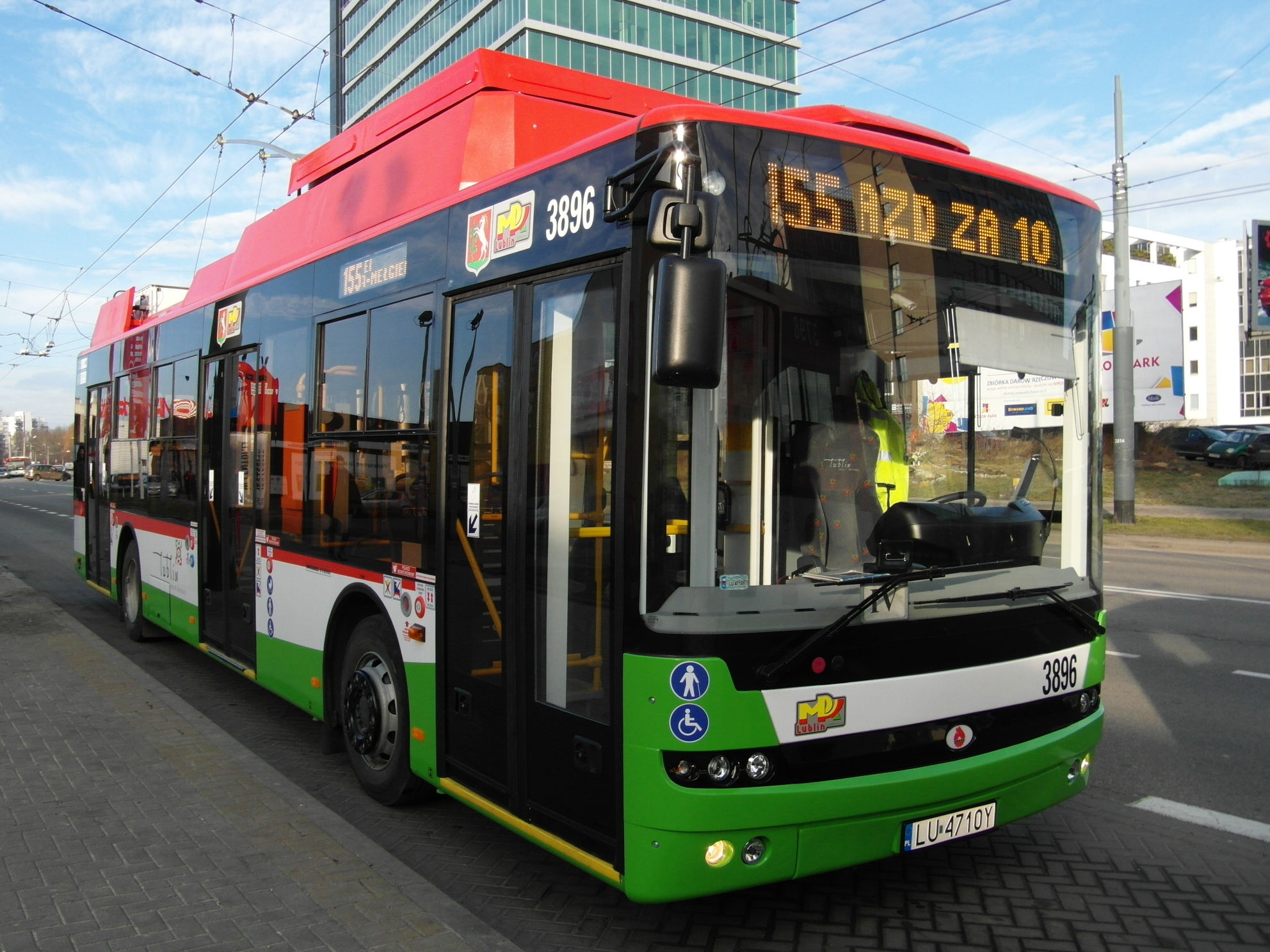
Een van de 38 gezamenlijk door Bogdan en Ursus gebouwde trolleybussen voor Lublin (2013–2015)

### Militaire en speciale voertuigen

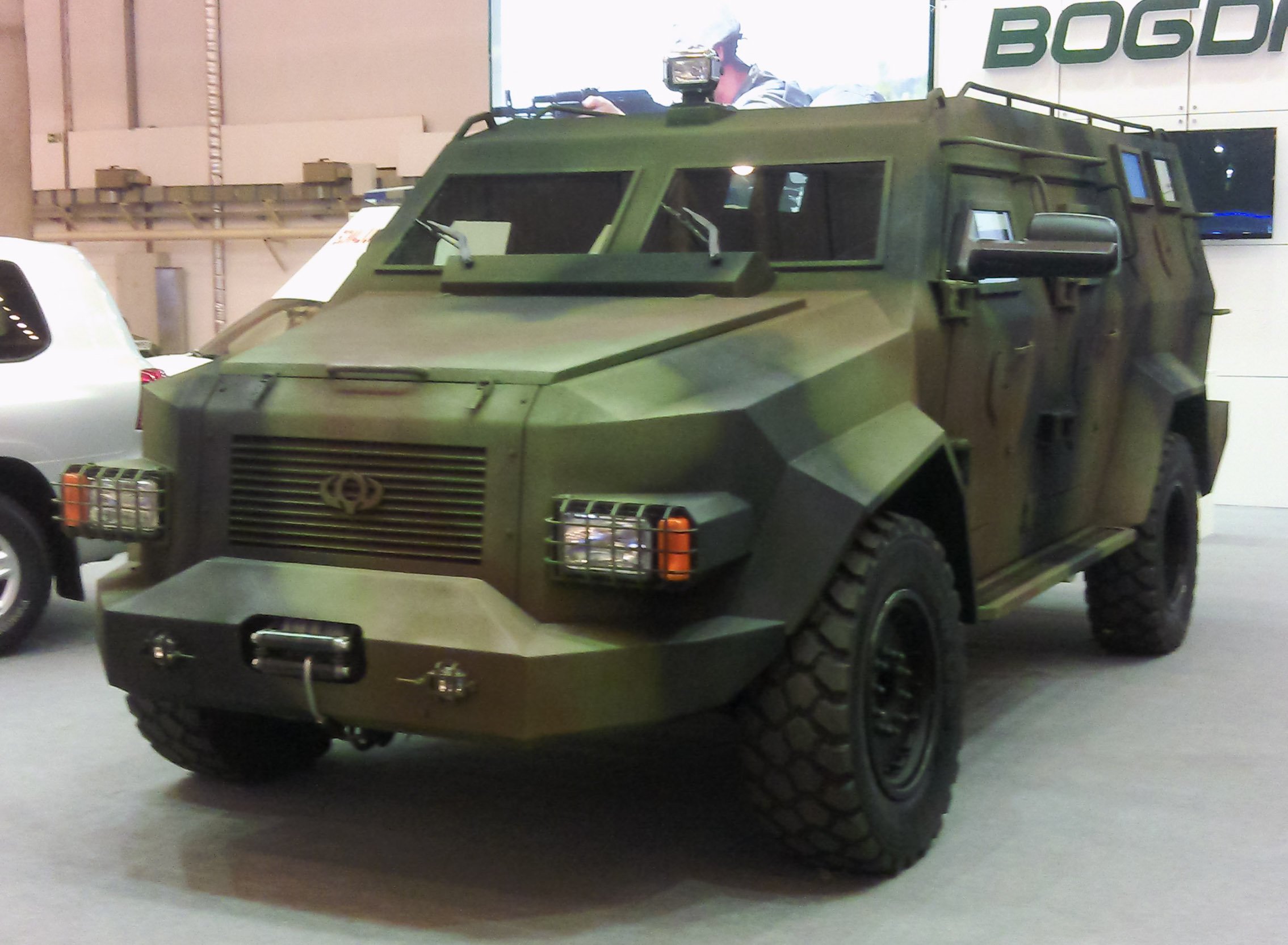
Bogdan Bars-8 (prototype)
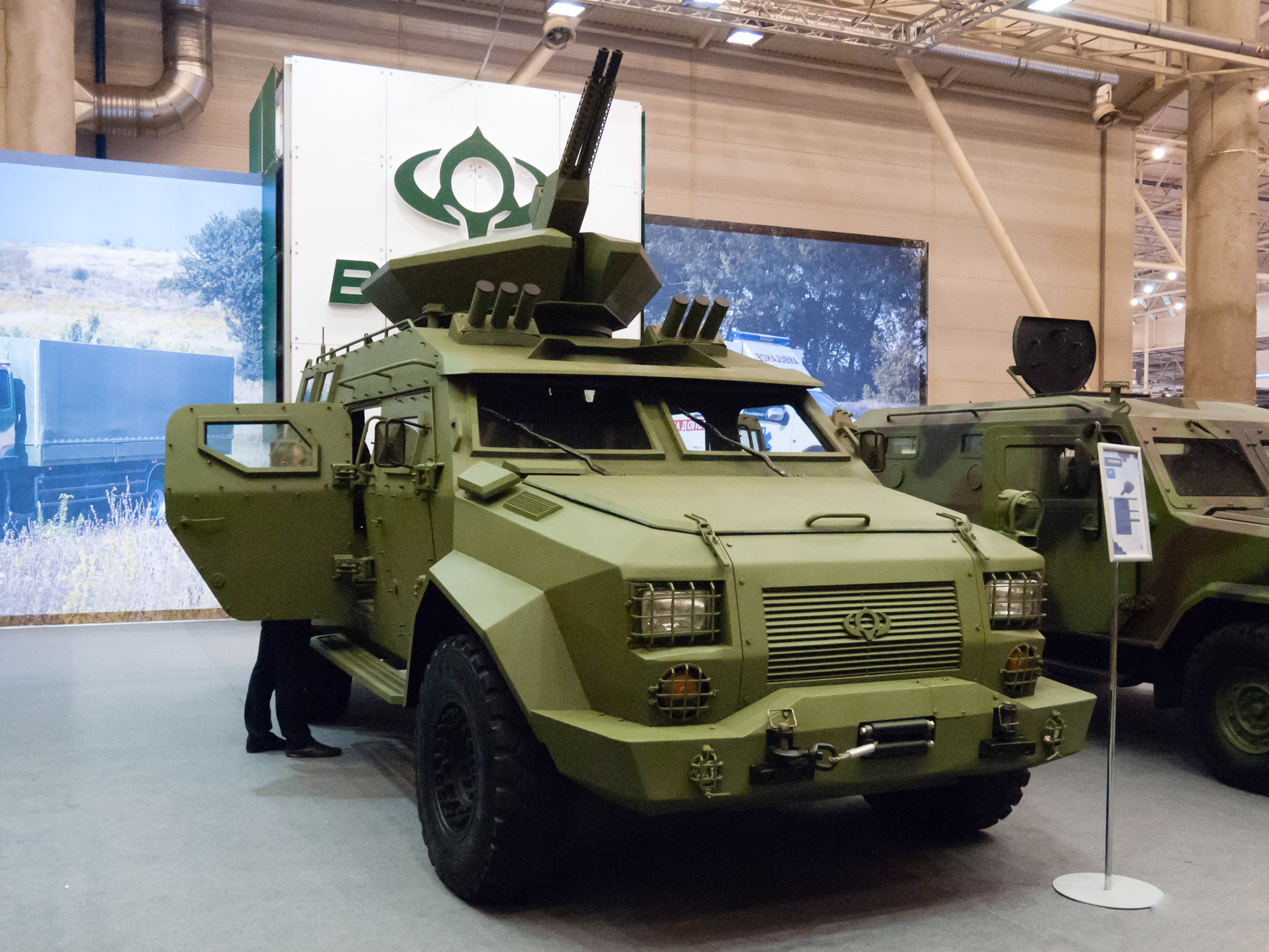
Bogdan Bars-8 (serie)
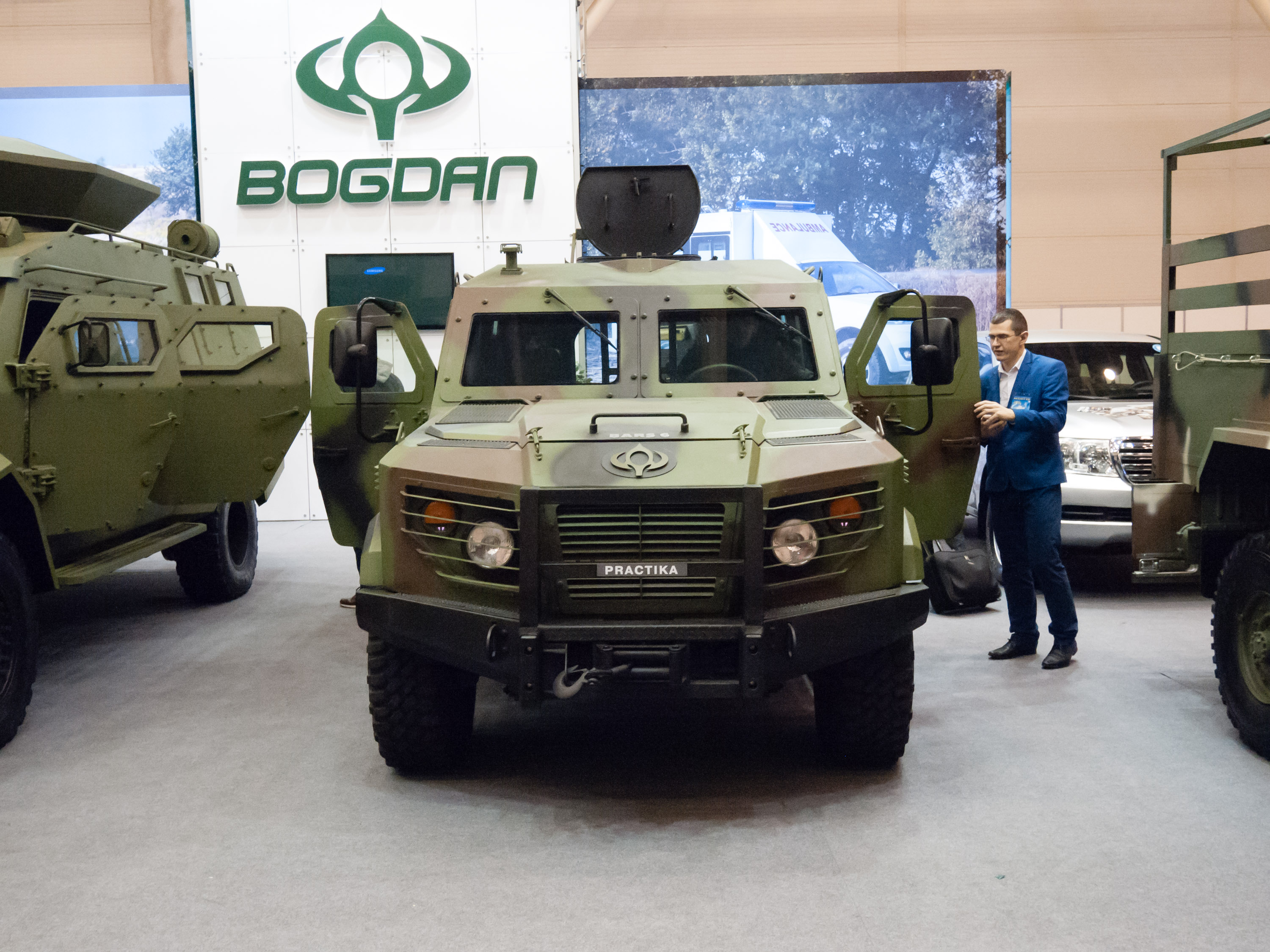
Bogdan Bars-6 (serie)
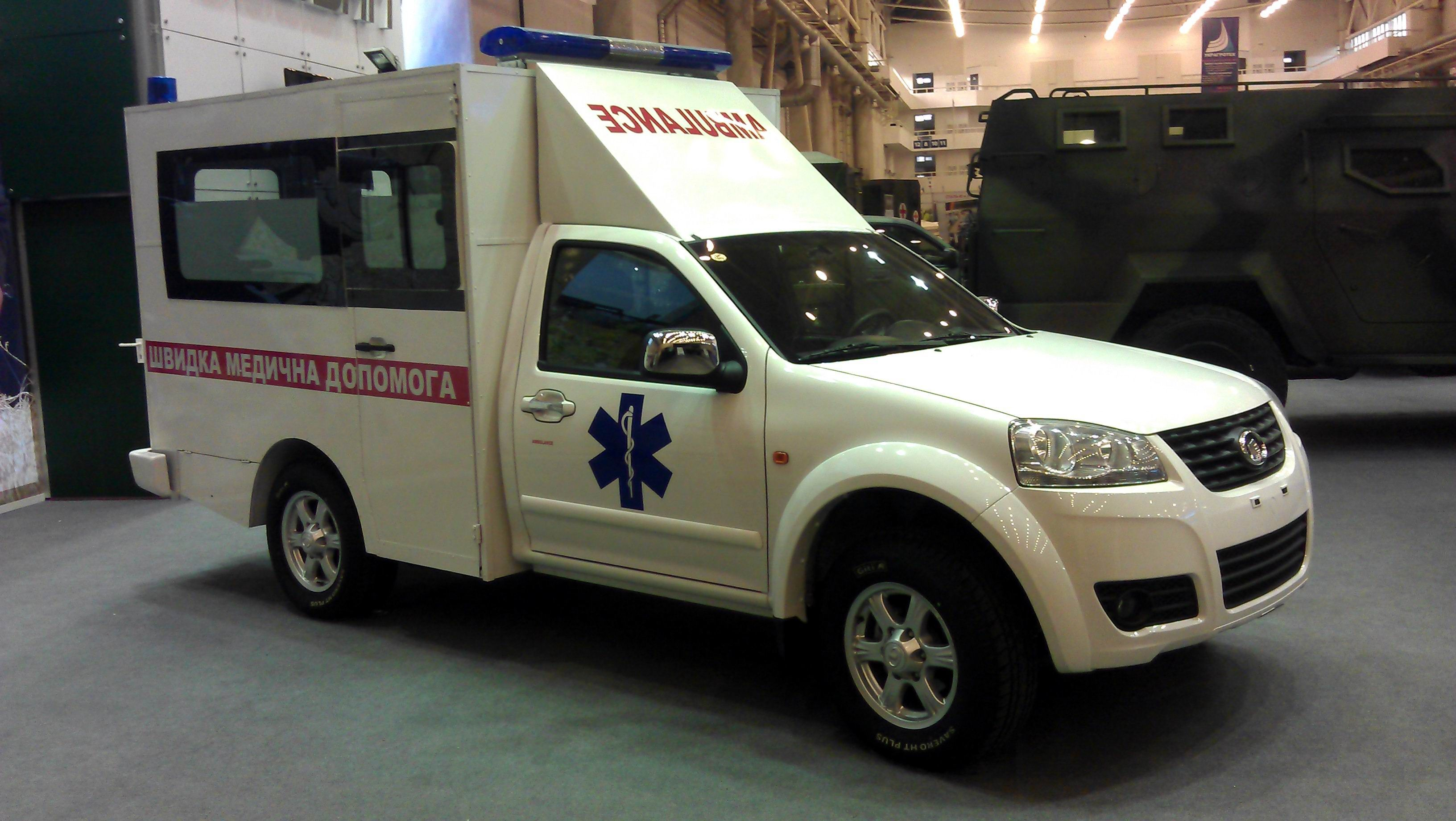
Bogdan-2251 (ambulance)
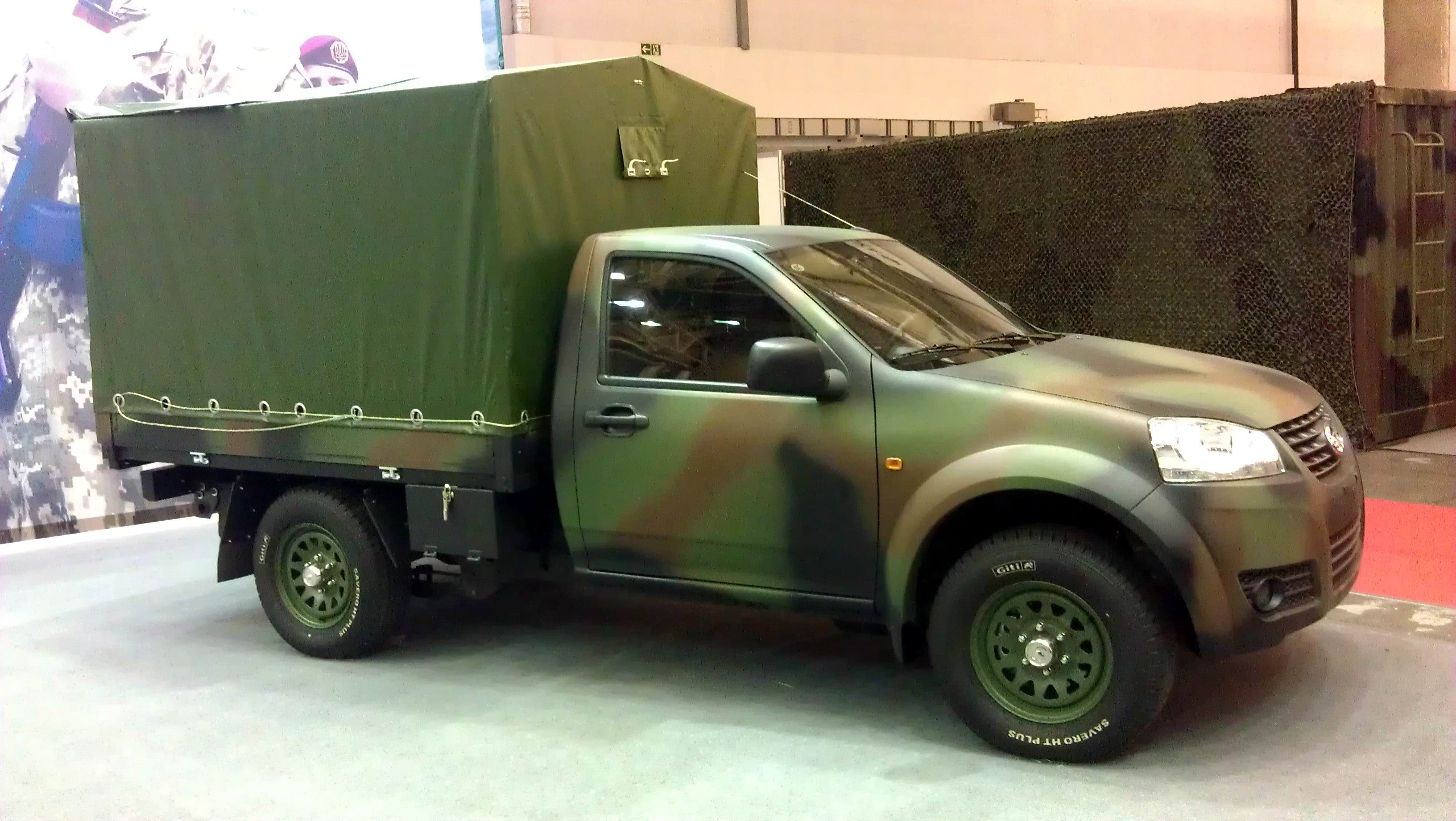
Bogdan-2251 (militair)
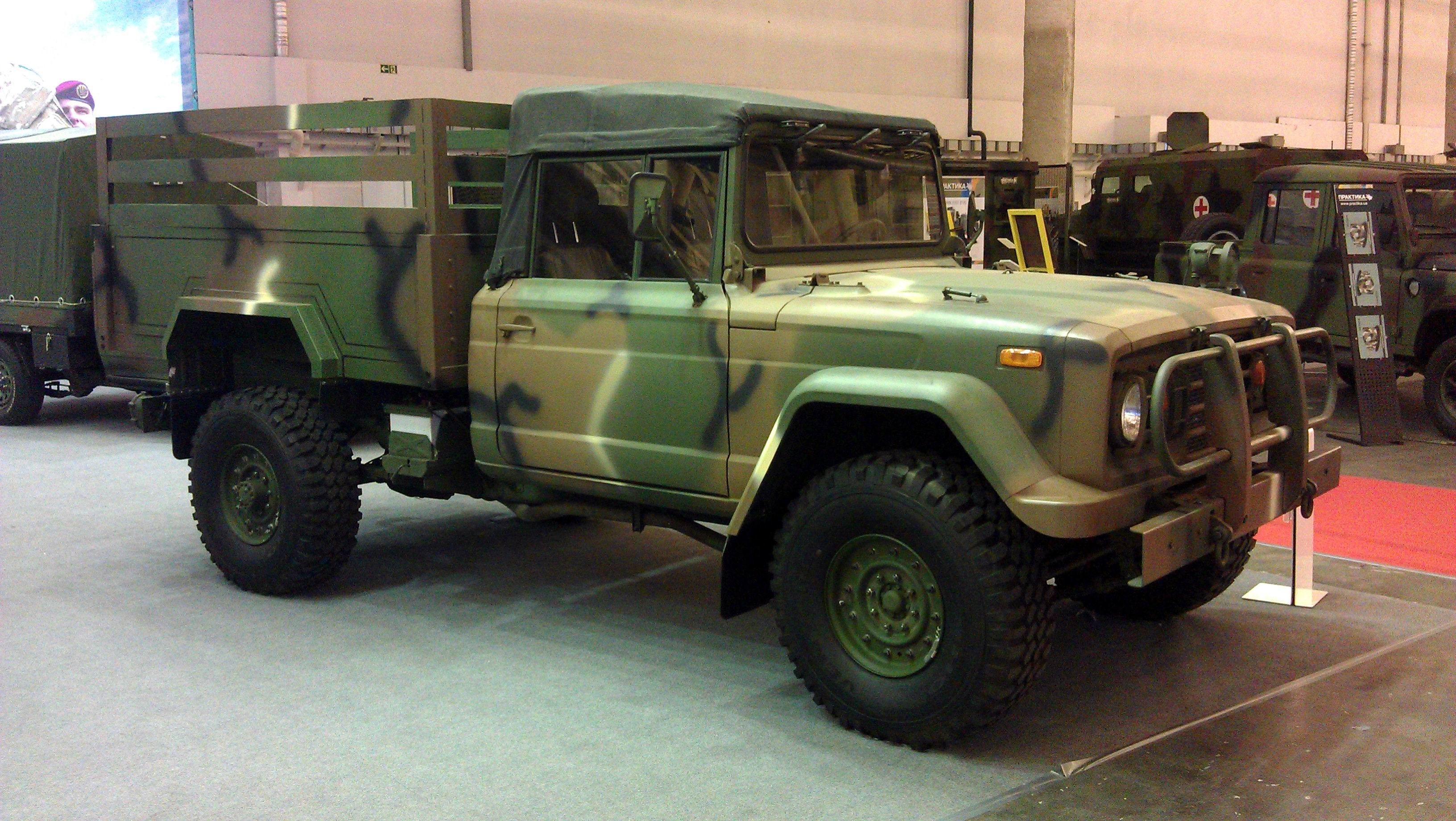
Bogdan-KIA KM-450